# Lornoxicam
 Lornoxicam (INN, hoặc chlortenoxicam, tên thương mại Xefo, cùng với các chất khác) là thuốc kháng viêm không steroid (NSAID) thuộc nhóm oxicam có tác dụng giảm đau, giảm đau và hạ sốt. Thuốc có trong các chế phẩm uống và đường uống.

## Chỉ định
Lornoxicam được sử dụng để điều trị các loại đau khác nhau, đặc biệt là do các bệnh viêm khớp, viêm xương khớp, phẫu thuật, đau thần kinh tọa, và các chứng viêm khác.

## Chống chỉ định
Thuốc không chống chỉ định ở những bệnh nhân không được dùng NSAIDs khác, có thể kể đến nhạy cảm salicylate, xuất huyết tiêu hoá và rối loạn chảy máu, và suy giảm chức năng tim, gan, thận. Lornoxicam không được khuyến cáo trong thời gian mang thai và cho con bú sữa mẹ và không được chích ngừa trong lần thứ ba cuối cùng của thai kỳ.

## Tác dụng phụ
Lornoxicam có tác dụng phụ tương tự như các NSAID khác, thường là nhẹ như rối loạn tiêu hóa (buồn nôn và tiêu chảy) và nhức đầu. Tác dụng phụ nghiêm trọng nhưng ít khi xảy ra bao gồm chảy máu, co thắt phế quản và hội chứng Stevens-Johnson rất hiếm.

## Tương tác
Tương tác với các thuốc khác là điển hình của NSAIDs. Phối hợp với các chất đối kháng vitamin K như warfarin làm tăng nguy cơ chảy máu. Kết hợp với ciclosporin có thể làm giảm chức năng thận và suy thận cấp tính trong trường hợp hiếm hoi. Lornoxicam cũng có thể làm tăng tác dụng phụ của lithium, methotrexate và digoxin và các dẫn xuất của nó. Tác dụng của thuốc lợi tiểu, thuốc ức chế ACE và thuốc đối kháng thụ thể angiotensin II có thể giảm, nhưng điều này chỉ có liên quan ở những bệnh nhân có nguy cơ đặc biệt như suy tim. Cũng như piroxicam, cimetidine có thể làm tăng nồng độ trong huyết tương nhưng không gây ra tương tác có liên quan.